# كينيث برايس
كينيث برايس (بالإنجليزية: Kenneth Price)‏ هو خزاف أمريكي، ولد في 16 فبراير 1935 في لوس أنجلوس في الولايات المتحدة، وتوفي في 24 فبراير 2012 في Arroyo Hondo, Taos County, New Mexico ‏ في الولايات المتحدة.